# Frauen im alten China
Von der Frühzeit Chinas bis zum Ende des Kaiserreichs China 1911 waren Frauen in der traditionellen chinesischen Gesellschaft von der sozialen Teilhabe weitgehend ausgegrenzt.
Die chinesische Geschichte kannte zwar durchaus herausragende und sogar mächtige Frauen, doch nach der traditionellen Geschlechterrolle der Frau sollte sie innerhalb ihres Heims bleiben und nur dort arbeiten, möglichst ungebildet sein und sich den männlichen Familienmitgliedern unterordnen. Die Lehren des staatstragenden Konfuzianismus, die sich im Laufe der Zeit verhärteten, werden als wichtigster Faktor in der Unterdrückung der Frau wahrgenommen. In einer viele Jahrhunderte währenden Entwicklung wurden Frauen allmählich weiter degradiert: Sie durften keinen Besitz haben, mussten sich die Füße verstümmeln und wurden nicht als eigenständige Personen, sondern sogar als Handelsware betrachtet. Zwar gab es innerhalb der Kulturen Chinas durchaus Ausnahmen sowie auch staatliche Reformversuche, doch substantielle Verbesserungen in der Situation der Frau kamen erst mit der chinesischen Revolution.

## Grundlegendes
Die Sinologie beschäftigt sich bis heute vor allem mit absichtlich überlieferten, oft amtlichen Schriftquellen, welche kontemporärer (Selbst-)Zensur, bewusster Auswahl des literarischen Materials und sogar Geschichtsrevisionismus unterlagen. Entsprechend tendierten von Männern verfasste, didaktisch orientierte absichtliche Überlieferungen zum Thema Frauen, zum traditionalistischen Moralisieren und zur unmittelbaren Bewertung guter und schlechter Frauentypen. Zur differenzierten Betrachtung sind darum auch Kunstwerke, Bauten, Grabanlagen, Geräte und Kleidungsstücke heranzuziehen. Auch gebildete Frauen waren zwar literarisch tätig, diese Zeugnisse sind aber in recht geringer Zahl überliefert und noch unzureichend erforscht.
Im Zeitraum von etwa dem 10. Jahrhundert v. Chr. bis über die Mitte des 20. Jahrhunderts hinaus herrschte in China ein traditionelles Frauenbild, das sich angesichts eines langen Betrachtungszeitraums in seiner Überlieferung vergleichsweise homogen zeigt. Im 20. Jahrhundert änderte sich die Rolle der Frau im modernen China rapide und sogar mehrfach im Zuge der „Frauenbefreiung“.
Wenn die chinesische Literatur bis zum Ende des Kaiserreichs in vier Textgattungen unterteilt wird (juristische, pädagogische, poetische und explizite Schriften) und diese Textgattungen getrennt ausgewertet werden, so ergibt sich die Tendenz, dass die Frau immer mehr als Bedrohung der männlichen Domäne dargestellt wurde, welcher mithilfe sukzessiver Einschränkungen ihrer Rechte „entgegengewirkt“ wurde. Diese Entwicklung mag nicht immer gleich stark ausgeprägt gewesen sein und lief mutmaßlich nicht bewusst ab. In der Forschung zu diesem Thema wird vor einer Verallgemeinerung zur Lage der Frau gewarnt, da die vorliegenden Quellen nicht immer zuverlässig sind und nur selten ein gesamtgesellschaftliches Bild erlauben. Dementsprechend sind Zeugnisse zum Frauenbild abhängig von Zeitperiode, Volksgruppe, Religionsangehörigkeit und sozialer Schicht, wobei die literarischen Quellen die Sichtweise der gebildeten Oberschicht repräsentieren.

### Naturphilosophische bis religiöse Grundlagen zur Unterordnung der Frau
Ein Volksglauben des ersten Jahrtausends v. Chr. wurde wohl im I Ging (Buch der Wandlungen) kodifiziert, in dem auch das Konzept des Yin und Yang die Wirkungsbereiche von Frauen und Männern wie folgt aufteilt: Das Dunkle Weibliche (yin) soll verborgen im Innern/Schatten des Hauses bleiben; das Helle Männliche (yang) bewegt sich im Licht außerhalb des Hauses und somit in der Öffentlichkeit (nü zhi nei nan zhi wai). Weitere Aspekte dieses Symbolismus geben der Frau die Rolle des nachgiebigen, empfangenden, ruhigen und passiven Partners. Eine Wertung im Sinne einer Unterordnung der Frau ist späteren Datums als diese grundlegende Idee des Taoismus.
Legalismus und Mohismus waren Vorläufer des Konfuzianismus. Bereits diese philosophischen Schulen propagierten eine Geschlechtertrennung zur Ordnung der Gesellschaft: „Männer pflügen, Frauen weben“ (男耕女織,  nán gēng nǚ zhī). Dieser Grundsatz blieb kennzeichnend für fast alle Epochen der chinesischen Geschichte. Zentrales Element der Hausarbeit einer Frau war die Textilverarbeitung:

„Die Frauen erheben sich, wenn es Tag wird, und schlafen erst des Nachts. Sie spinnen und weben und ordnen die Hanf-, Seiden- und Bastfäden, die sie zu Geweben und Seidenstoffen verarbeiten. Das sind ihre Pflichten.“

Durch Konfuzius wurden fünf grundlegende menschliche Beziehungen (五論,  wǔlùn) definiert, von denen vier Beziehungen von der Autoritätsperson zum Untergebenen verlaufen, aber nur eine von Freund zu Freund. Die dritte der Beziehungen war die des Mannes zu der ihm untergebenen Frau. Der Autoritätsperson stand oft absolute Gewalt zur Verfügung. Mit diesen Regeln wurde eine hierarchisch organisierte Feudalgesellschaft postuliert, in welcher die Familie und nicht das Individuum die kleinste Einheit bildeten. Diese Feudalgesellschaft wurde innerhalb der Frauenwelt fortgedacht: Die Hausherrin bzw. die Hauptfrau gebot über ihre hierarchisch organisierte Verwandtschaft und Dienerschaft bis hinunter zur Sklavin.

Das Buch der Riten gebot weitere Beschränkungen: Frauen sollten nicht an öffentlichen Angelegenheiten teilnehmen und ihr Wort dürfe nicht über die Türschwelle dringen. Einfalt und Bildungslosigkeit seien Ideal und Tugend der Hausfrau. Umgekehrt gab es für Männer keine grundsätzlichen Verpflichtungen gegenüber Frauen, abgesehen von der Pflicht für die Eltern im Alter zu sorgen, also auch für die Mutter.
Durch Menzius wurden Regeln des dreifachen Gehorsams aufgestellt: Vor der Heirat sollte sich eine Frau gegenüber den Eltern zu Ehrfurcht und Gehorsam verpflichten; nach der Heirat gegenüber dem Mann; nach dem Tod des Mannes gegenüber dem männlichen Nachwuchs. Ergänzt wurden die Regeln des dreifachen Gehorsams später durch vier Tugenden der Ehefrau: Ethische Verantwortlichkeit (bzw. Maßhalten), Sprache (bzw. Schweigsamkeit), Auftreten (bzw. gutes Aussehen) und Werke/Verhalten (einschließlich Treue). Ob Menzius bei seinen Regeln einen sklavischen Gehorsam oder bloß die Entscheidungshoheit in wichtigen Entscheidungen verlangte, blieb eine durchaus umstrittene Auslegungssache.
Diese konfuzianischen Regeln, kodifiziert erst durch Dong Zhongshu als (chinesisch 三綱五常, Pinyin sāngāng wǔcháng – „Drei Bande, Fünf Stetigkeiten“) schränkten die Frauen stark ein; auch der Zugang zur patriarchalischen Ahnenverehrung war ihnen verwehrt. Traditionell neigten sie zu taoistisch-volksreligiösen, buddhistischen oder okkulten Bräuchen hin, zu denen auch Mutterkulte gehörten. Nachdem sich ab dem 6. Jahrhundert n. Chr. der Buddhismus in China etablierte, erhielt die Guanyin besondere Verehrung. Allerdings wies auch der Konfuzianismus der Mutter eine besondere Rolle zu: Während die Väter von Konfuzius und Menzius heute unbekannt sind, sollen ihre Mütter sich beispielhaft für sie eingesetzt haben. Zudem hatten Mütter der Oberschicht in China oft erheblichen Einfluss auf ihre Kinder: Den Regeln des Menzius zum Trotz übernahm regelmäßig die Mutter eines minderjährigen Herrschers auch die Regentschaft oder übte zumindest großen Einfluss auf dessen Politik aus.

### Auswirkungen auf das Sozialgefüge
Die philosophischen Prinzipien wirkten sich grundlegend auf weitergehende Vorschriften für Frauen und auf deren Rolle in der Familie aus: Eine Rolle außerhalb der Familie war einer Ehefrau gemäß dieser Tradition untersagt. Als wichtigste Rolle wurde ihr die Geburt von Söhnen zugesprochen, sodass der Ahnenkult der väterlichen Linie weiterbestehen konnte. Die Frau hatte in ihrem Haushalt auch weibliche Namenstabus zu beachten.
Vor dem siebten Lebensjahr wurden Mädchen wie Jungen von der Mutter und anderen Frauen des Hausstands erzogen; erst ab dem Alter von sieben Jahren trennten sich die Wege der Früherziehung: Jungen wurden dann einem männlichen Verwandten des Vaters zugewiesen. Ein Mädchen in „guten Kreisen“ hingegen wurde ab dem siebten Lebensjahr isoliert unter der Aufsicht einer rein weiblichen Dienstbotengruppe gehalten; sie hatte ab dem zehnten Lebensjahr frauliche Arbeiten (Textilarbeiten und Überwachung des Haushalts) zu erlernen und wurde im Alter von 14 bis 18 Jahren verheiratet.
Dem Mann standen sieben Gründe offen, seine Frau zu verstoßen (七出,  qī chū): Nichtgebären eines Sohnes, lockerer Lebenswandel, mangelnder Diensteifer gegenüber Schwiegereltern, Schwatzhaftigkeit, Diebstahl, Eifersucht und unheilbare Krankheit. Allerdings war eine Verstoßung bei folgenden Umständen wiederum ausgeschlossen: Die Gemahlin hatte die Trauerfrist für die Schwiegereltern eingehalten; der Mann war wohlhabend genug, um die Gemahlin dennoch auszuhalten; die Gemahlin hatte keine Verwandten, zu denen sie zurückkehren könnte. Frauen standen keine Scheidungsrechte zu.

### Klassische Literatur
„Wie traurig ist es, als Frau geboren zu sein,

nichts auf Erden wird so gering eingeschätzt!

Geborene Jungen erscheinen wie Götter in irdischer Form.

Ihre Herzen trotzen den vier Meeren, dem Sturm und dem Staub von zehntausend Meilen.

Niemand aber freut sich über die Geburt eines Mädchens,

die Familie legt keinen Wert darauf.

Wird es größer, versteckt es sich in der Kammer,

zu ängstlich, um einem Mann in sein Gesicht zu blicken.

Niemand weint, wenn es schließlich aus dem Hause verschwindet – plötzlich wie eine Wolke nach dem Regen.

[…]“

Das Gelehrtentum (etwa Geschichtsschreibung oder Nachschlagewerke) verdrängte das Thema der Frau so weit wie möglich, wies ihm aber einen beschränkten Raum zu: Die Rubrik der Frauenbiographie, um vorbildliche Frauen ihrer Zeit darzustellen, meist charakterisiert durch eine betont hervorgehobene Eigenschaft, die gelobt wird. Eingebunden sind viele solcher Biographien in die Geschichtsschreibung der Dynastien. Auffallend ist hierbei, dass sozialethische Tugenden („Keuschheit, Kindespietät, Aufopferungsbereitschaft, Pflichtbewusstsein“) ab der mittleren Kaiserzeit allmählich in den Vordergrund traten und in der Ming-Zeit einen Höhepunkt der Dominanz erreichten, während individuelle Eigenschaften („Schönheit, Schlagfertigkeit, künstlerische […] Begabung, Klugheit, Lebensglück“) zurückgestellt wurden. Erst in der Qing-Zeit stellte sich wieder eine Balance ähnlich der frühen Kaiserzeit ein. Auch in bearbeiteten Werken wurde entsprechend ausgewählt: Zhu Xi (1130–1200) traf in einer Neubearbeitung einer Sammlung von Frauenbiographien eine restriktive Auswahl: Wurden zuvor auch „tapfere Mütter […] Töchter, Schwestern, Freundinnen“ gewürdigt, wählte Zhu Xi bloß Biographien aus, auf die folgende drei Frauenbilder zutreffen: die aufopfernde Mutter, die den Sohn erzieht; die Schwiegertochter, die sich um die Eltern des abwesenden Mannes kümmert; und die keusche Witwe, die bald nach dem Tod des Mannes ebenfalls stirbt.
Anders als der Großteil der gehobenen Hofliteratur kennt die „Volksliteratur“ (etwa Sagen, Lieder, Balladen, Witze) auch auffällig starke bis dominante Frauenfiguren. Hierbei ist allerdings unklar, ob es sich um männliche Projektionen, Wünsche oder gar Ängste handelt, oder ob die gesellschaftliche Stellung der Frau dort authentischer dargestellt wird als in hochliterarischer Hofliteratur.

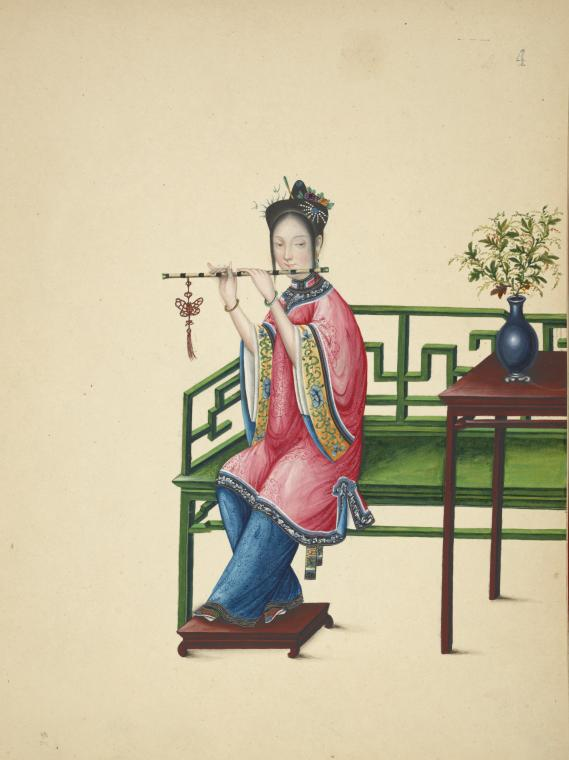
Frau spielt eine Dizi. Chinesisches Gemälde um 1800.

### Unterhalterinnen, Prostituierte, Tätigkeit außer Haus
Lediglich Dienstleisterinnen unterschiedlicher Art (etwa Musikerinnen, Tänzerinnen, Kurtisanen) sollten in ästhetischen Künsten gebildet und unterwiesen werden – diese Dienstleisterinnen wurden daher für die häusliche Rolle der Frau als unbrauchbar erachtet. Ein Beispiel hierfür sind die fünf Song-Schwestern, die im 9. Jahrhundert hohe Positionen am Hof als Unterhalterinnen innehatten, jedoch nicht heirateten oder als Konkubinen genommen wurden.
Früheste Zeugnisse für Prostitution finden sich seit der Zhou-Zeit; anders als in Europa wurde sie offen toleriert, auch wenn sie der häuslichen Frauenrolle und der konfuzianischen Moral widersprach. Es gab unterschiedliche Formen, sowohl durch Töchter der Oberschicht bis hinunter zu Bäuerinnen. Konkubinen und Nebenfrauen, die nur ihrem Ehemann zur sexuellen Verfügung standen, waren stets innerhalb der gesellschaftlich akzeptierten Norm, als moralisch fragwürdig wurde allerdings die Vermittlung an weitere Partner angesehen. Für das Jahr 720 v. Chr. ist bereits bekannt, dass Bordelle besteuert wurden und auch unter staatlicher Aufsicht standen. In den chinesischen Dynastien bis zum Sturz der Song-Dynastie im 13. Jahrhundert blieb die Institution des Kurtisanenwesens mehr oder weniger unangetastet, in der dann folgenden Yuan-Dynastie wurde Prostitution offiziell verboten. Jedoch will Marco Polo in den Vororten von Peking noch 20.000 Prostituierte gezählt haben. Vollends in Misskredit geriet alle Sexualität außerhalb der Ehe dann aufgrund des Neokonfuzianismus während der Ming-Dynastie: Geschlechtsverkehr sollte nur noch der Fortpflanzung dienen. Während der Qing-Dynastie geriet Prostitution weiter in Verruf, als die englische Kolonialmacht sie mit dem Opiumkonsum kombinierte. Im Jahr 1861 wurde aus der Hafenstadt Amoy (300.000 Einwohner) von 25.000 Mädchen in 3650 Vergnügungsstätten berichtet. In dieser Zeit fungierten einerseits sogenannte „Blumenschiffe“ (vertäute Hausboote) als Bordelle, sowie andererseits „Blaue Häuser“. Bei diesen Bordellen handelte sich um kulturelle Stätten, welche abendliche Zerstreuung, Verköstigung, Musik, Spiel und Teegesellschaften boten. Europäische Reisende berichteten, sie hätten nichts „Ungehöriges bemerkt“. Allerdings genossen die Unterhalterinnen keine Absicherung und mussten sich nach Ende ihrer Laufbahn üblicherweise mit Gelegenheitsarbeiten über Wasser halten.
Verschiedene weitere Berufe ermöglichten es urbanen Frauen, weitere Dienstleistungen außerhalb des Hauses zu erfüllen, etwa der Verkauf von Lebensmitteln oder Textilarbeiten auf der Straße. Die Heiratsvermittlung lag sogar ausschließlich in der Hand der Frauen, da nur diese Zutritt zu den Frauengemächern aller Häuser erhielten. Angesehen war die Tätigkeit als buddhistische Nonne, wobei Frauen dort zu stillen und dienenden Aufgaben verpflichtet wurden. Taoistische Priesterinnen stammten häufig aus der Oberschicht. Wenn taoistische und buddhistische Einrichtungen mit sexuellen Dienstleistungen in Verbindung gebracht wurden, so lässt sich oft eine konfuzianistisch motivierte üble Nachrede gegenüber Frauen in Machtpositionen vermuten.

### Schönheits- und Verhaltensideale
Das Schönheitsideal der Frau wandelte sich im Laufe der Zeit, eine auffallende Tendenz zeigt sich im Vergleich künstlerischer Zeugnisse. Gemälde der frühen Kaiserzeit zeigen „breite Hüften, üppige, entblößte Brüste, rundes vollwangiges Gesicht“ als Frauenideal; bis zur späten Kaiserzeit wandelte sich dieses Ideal zur „schmalen, fast zerbrechlich und abgezehrt wirkenden Figur in hochgeschlossener Tracht“.
Besonders viele und naturalistische Frauenstatuetten sind aus der Tang-Dynastie überliefert. Wie die folgende Bildfolge zeigt, wechselten Moden und auch Schönheitsideale innerhalb von nur etwa hundert Jahren immer wieder.

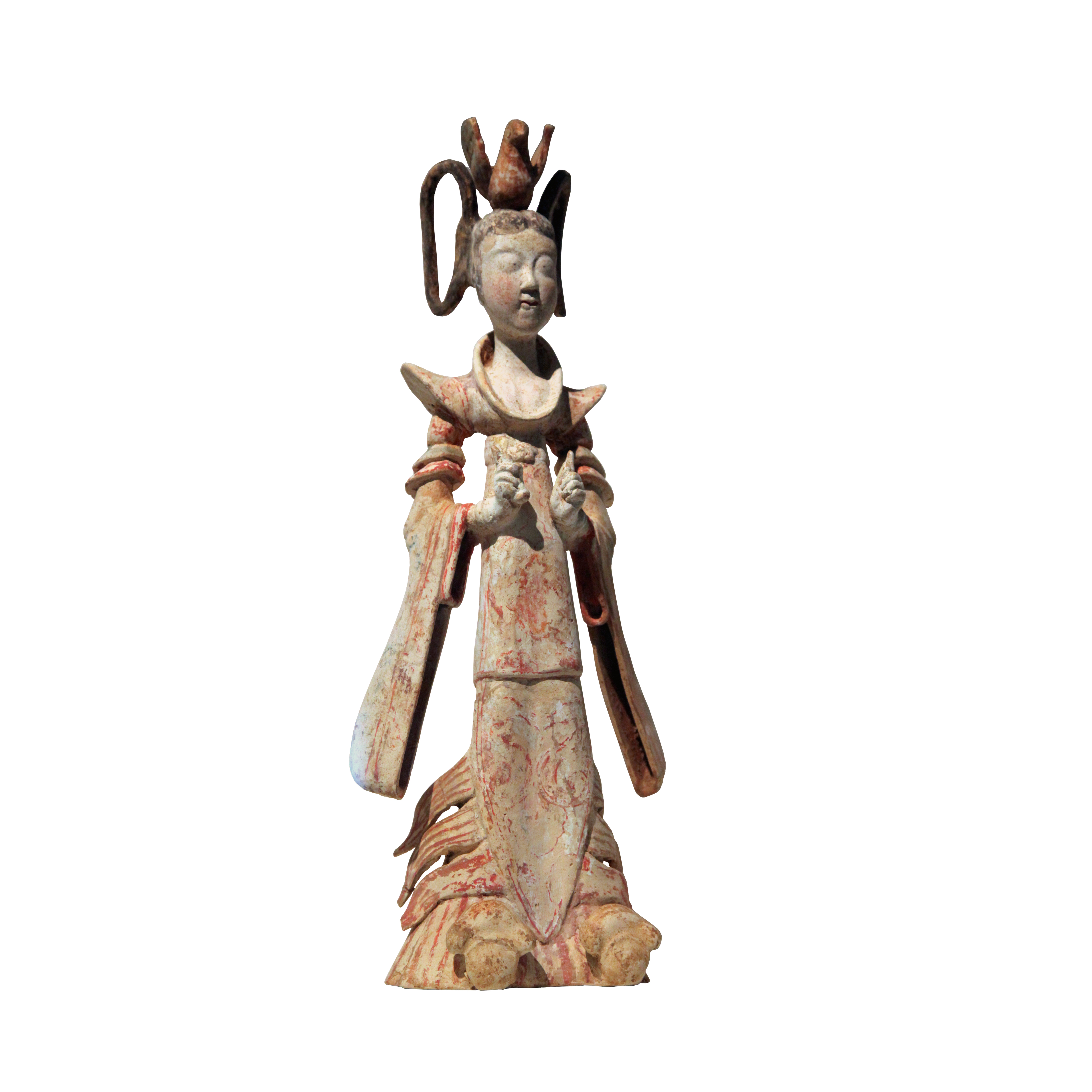
Tänzerin, spätes 7. Jahrhundert. „Frisur mit Doppelring, auf die Unsterblichen schauend“
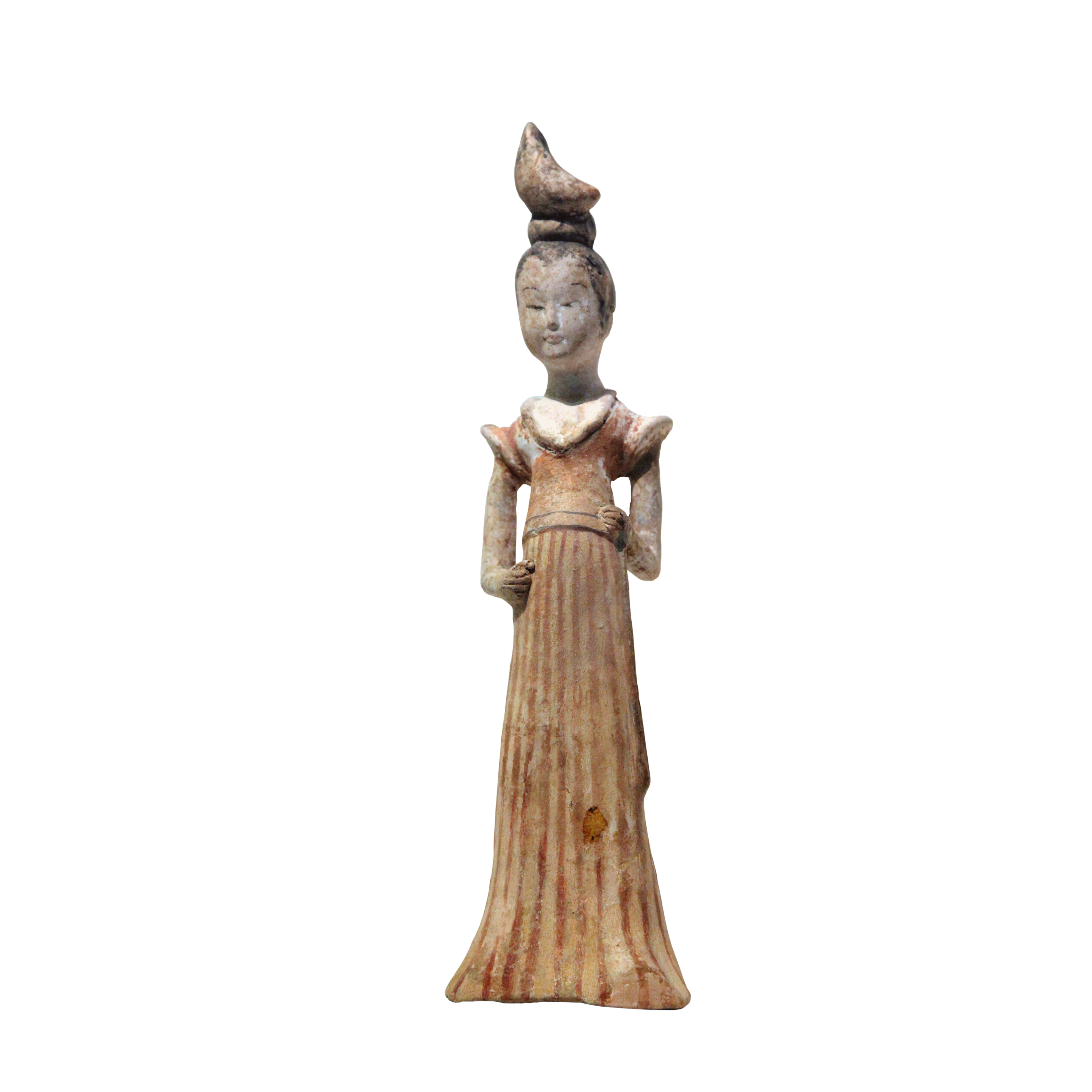
„Säbel-Haarschnitt“
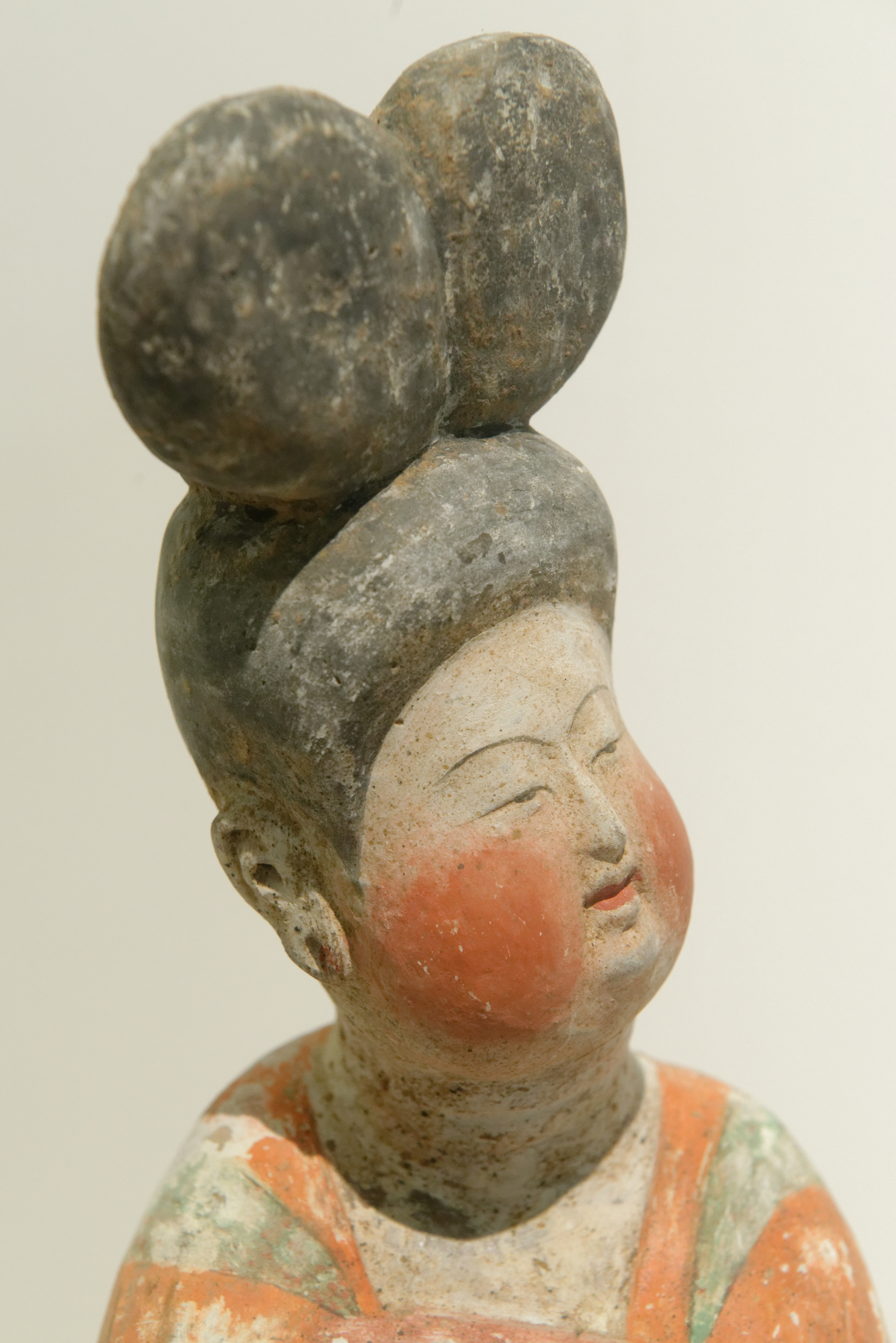
8. Jahrhundert: Detailansicht eines doppelten Haarknotens
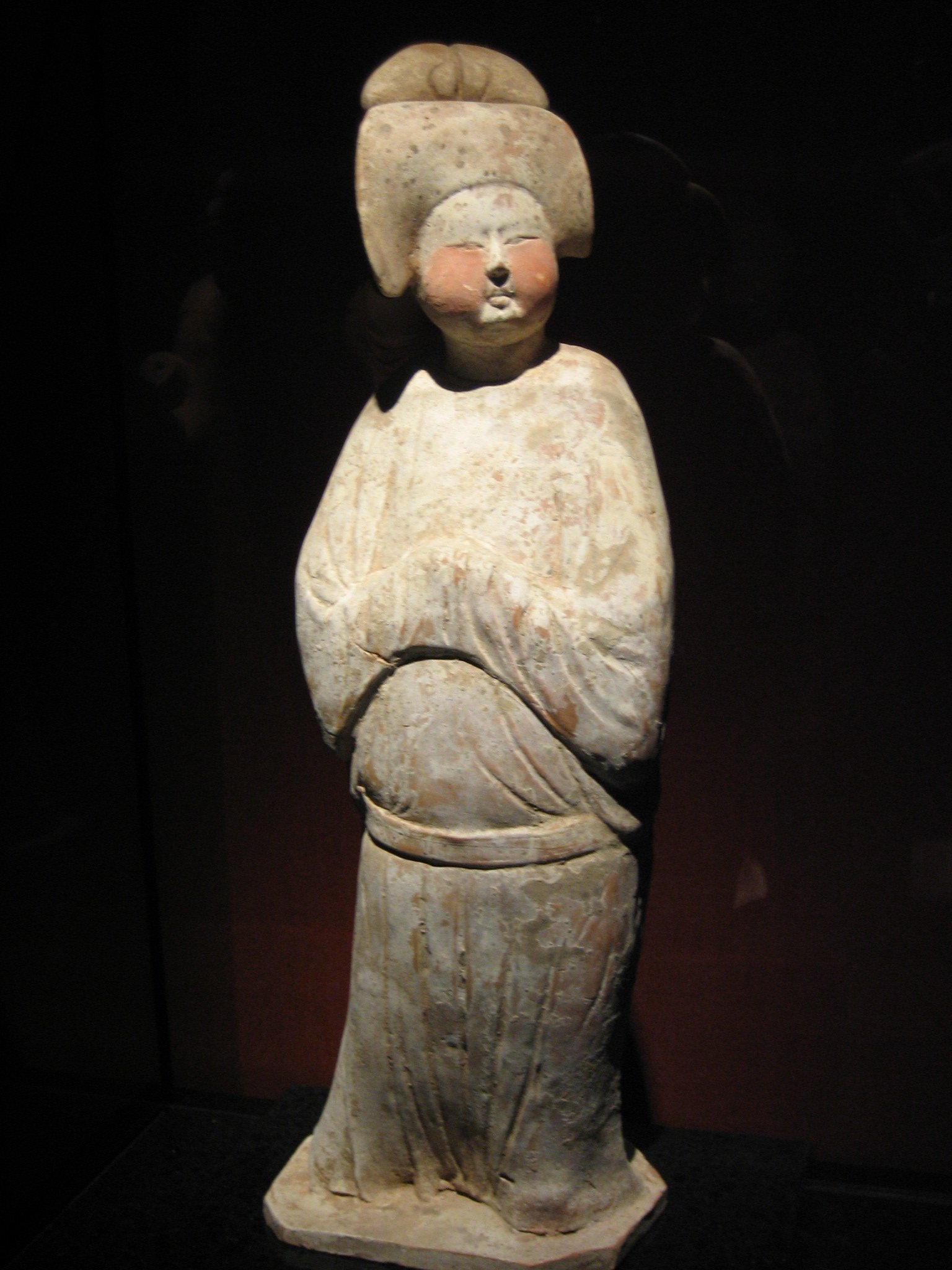
Spätes 8. Jahrhundert, Haartracht „Wie der Sturz vom Pferd“

„„Ist eine Frau zu gebildet, bringt sie nur Ärger und Unannehmlichkeiten, niemals aber Vorteil.““

Nach traditionellen Regeln sollten Frauen sich nur innerhalb des Hauses bewegen. Bereits in der Jugendzeit fand dort auch die Erziehung statt, in der Regel durch die Mutter, wodurch sich die Tradition perpetuierte und in konservativ geprägten Kreisen in der Regel weiter verfestigte. Die weibliche Erziehung war auf die Selbstaufgabe von eigener Persönlichkeit und Willen gerichtet: „Der Mangel an Bildung ist eine Tugend bei der Frau“, weshalb literarische oder musische Bildung verpönt waren. Zu den erwünschten Eigenschaften gehörten allerdings eine spezifische Frauensprache, sowie spezifisch weibliche Formen von Anmut, Tugend und Arbeit. Letzteres betraf die – je nach sozialem Status zu erwartende – haushälterische Tätigkeit. Die patriarchale Ordnung verlangte weibliche Unterwürfigkeit nach der Lehre des Menzius: Frauen wurden – da ohne eigenen rechtlichen Stand – ihrer Familie (sprich, dem Vater, Ehemann oder Sohn) zugeordnet und hatten innerhalb dieser zu funktionieren. Bei einem Wechsel dieser männlichen Bezugsperson änderte sich unmittelbar auch das Beziehungsumfeld. Dabei gebührte einer jungen Schwiegertochter der niedrigste Rang im Familiengefüge. Status und familiäre Legitimation erhielt die Schwiegertochter erst durch die Geburt eines Sohnes. Die dabei entstehenden Aggressionen und Zwänge wurden, sobald sich die Möglichkeit bot, auf sozial tieferstehende Familienmitglieder abgeleitet – etwa die eigene Schwiegertochter, die in zahlreichen überlieferten Fällen mit allen Mitteln unterdrückt wurde. Eifersucht gegenüber anderen Frauen war nach dem konfuzianischen Weltbild nicht vorgesehen, wenn beide Frauen derselben Kernfamilie angehörten. Dennoch sind nicht nur in der höfischen Oberschicht Beispiele von innerfamiliären Intrigen überliefert, denen sich auch männliche Familienmitglieder nicht entziehen konnten, und die zur Aushöhlung der nach außen harmonischen patriarchalischen Fassade führten. Als besondere weibliche Autorität erkannte auch der Konfuzianismus die Großmutter eines Familiengefüges an.
Bereits aus der Kaiserzeit stammt auch die Idee der Fötalerziehung – die Verhaltensweisen der Frau während der Schwangerschaft sollten demnach einen besonders entscheidenden Einfluss auf die Entwicklung des Kindes im Mutterleib haben. Entsprechend gab es medizinische, psychische und religiöse Sonderbehandlungen.

## Geschichtliche Entwicklung

### Vorimperiale Zeit
In der vorkonfuzianischen Zeit nahmen Frauen aktive Rollen quer durch die Gesellschaft ein und Geschlechterrollen waren nicht stark ausgeprägt. Begräbnisriten vordynastischer chinesischer Kulturen nahmen unterschiedliche Formen an: Beispielsweise bestattete die Majiayao-Kultur ihre Angehörigen mit geschlechtsspezifischen Werkzeugen, aber ohne soziale Rangstufen, während die Qijia-Kultur den Mann als zentrales Element der Grabstätte ansetzte und den Frauen eine periphere Rolle zuwies. Als früheste chinesische Gesellschaftsordnung wurde sogar eine Form des Matriarchats vermutet. Hinweise auf matrilineare Filiation finden sich etwa in der Linguistik (Das Zeichen 姓,  xìng – „Familienname“ betont die Rolle der Frau, die ältesten Sippennamen enthalten ebenfalls das Radikal für Frau). Die Göttin Xiwangmu spielt in der Volksreligion eine große Rolle; das göttliche Ehepaar Fu Xi und Nüwa erscheint in der Rolle einer gleichberechtigten Partnerschaft oder Urfamilie; die frühesten Ahnenkulte sollen die Mutter verehrt haben. Auch in einigen heutigen Minderheiten Chinas wurde die Beibehaltung matriarchalischer Elemente nachgewiesen.
Beispiele für einflussreiche Frauen der Shang-Dynastie sind beispielsweise Fu Hao, eine von drei Hauptfrauen des Shang-Königs Wu Ding im Range einer Heerführerin; aber auch Daji, Konkubine des Shang-Königs Di Xin und angeblich mitverantwortlich für den Untergang der Shang-Dynastie. In der sich anschließenden Zhou-Dynastie bekleidete Königin Yi Jiang zugleich den Posten als Ministerin des Zhou Wuwang.
Spätestens im 10. Jahrhundert v. Chr. hatte sich eine patriarchalische Gesellschaft herausgebildet: Kinder wurden nunmehr dem Vater zugeordnet (Agnatische Vererbung); verschiedene philosophische Schulen etablierten das seither gültige, durchstrukturierte kosmische Weltbild, das als neue Tradition ungefähr ab dem Jahr 500 v. Chr. auch gesetzlich verankert wurde.
Berühmt geworden, weil sie den Beschränkungen für Frauen folgten, waren etwa die bürgerlichen Mütter von Konfuzius und Menzius. Als beispielhafte Hofdame war Zheng Mao bekannt. Weitere Heldinnen des vordynastischen Chinas spielten ihre Rolle eher im Hintergrund: Die heute nicht mehr mit Namen bekannte Gemahlin des Fürsten Mu von Xu, eine geborene Prinzessin von Wey, war eine Dichterin. Sie rettete ihr Geburtsland im 7. Jahrhundert v. Chr., da sie rechtzeitig eine Entsatzarmee organisieren konnte. Ebenfalls im 7. Jahrhundert motivierte die Konkubine Qi Jiang ihren exilierten Mann Chong'er dazu, seinen Thron als Wen von Jin zurückzuerobern, was ihm die Stellung eines Hegemons von China einbrachte. Fan Ji war die moralische Instanz für ihren Mann Chu Zhuangwang, die ihn von einem passiven zu einem aktiven Regierungsstil bewegte. Die Konkubine und spätere Königinwitwe Xuan von Qin (geboren im 3. Jahrhundert in Chu) agierte als Regentin für ihren Sohn. Die Nebengemahlin des Herrschers von Wei, Ru Ji, wurde bekannt für ihre Rolle als heldenhafte Agentin im Dienst des Staates Zhao. Die Schönheit Xi Shi soll mitverantwortlich für den Untergang des Staates Wu gewesen sein.

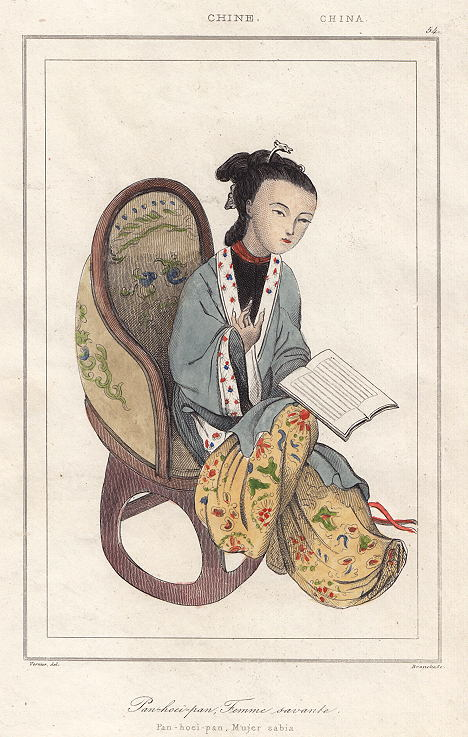
Ban Zhao (Illustration des 18. Jahrhunderts)

### Frühe Kaiserzeit bis zum Ende der Tang-Dynastie
In der Qin-Dynastie, der ersten und nur kurz währenden Dynastie, die das chinesische Reich einigte, wurde die konfuzianistische Ideologie weiter gestärkt und im zentral regierten Staat verankert. Änderungen an der Lage der Frauen gab es demnach nur dort, wo der Konfuzianismus zuvor noch nicht fest verankert war. Die Periode der nachfolgenden Han-Dynastie wird rückblickend als weniger dogmatisch angesehen: Frauen konnten etwa nach dem Tod des Mannes erneut heiraten. Auch die Residenzregel der Patrilokalität, wonach Frauen in aller Regel in das Haus des Mannes einheiraten, wurde bei verarmten Ehemännern nicht streng befolgt, obwohl dies einen sozialen Abstieg des Mannes mit sich zog. Frauen mit bewirtschaftetem, eigenen Besitz konnten sogar besteuert werden.
Als wegweisende Persönlichkeit in der Beschränkung der Frauen gilt Ban Zhao (ca. 45–116), die selbst große Freiheiten genoss, und in ihrem viel rezipierten Buch (Gebote für Frauen) zwar einige wünschenswerte Freiheiten anmahnt, ihren Töchtern jedoch auch erhebliche Selbstbeschränkungen empfahl. Aufgrund der großen Verbreitung ihres familiären Ratgebers schränkte sie damit die Gestaltungsmöglichkeiten späterer Generationen stark ein. Spätestens durch sie wurden die Regeln des Menzius durch die vierfache Tugendhaftigkeit ergänzt, welche sie genau beschrieb: gemäß der Traditionen war maßzuhalten und nicht aufzufallen; die Frau solle wenig sprechen und nur, wenn sie gefragt werde; sie solle sich für den Mann attraktiv machen; sie solle alle Hausarbeiten willig besorgen und treu die Söhne des Mannes austragen.
Vielbeachtete Frauen der Han-Zeit waren abermals vor allem privilegierte Hofdamen und verschiedene Kaiserinnen. Die Konkubine von General Xiang Yu, Yu Miaoyi, begleitete ihren Mann auf seinen Feldzügen und beging Selbstmord nach seinem Tod. Die Frau des ersten Han-Kaisers, Lü Zhi, regierte als Kaiserinwitwe von 195 bis 180 v. Chr. über das Reich, das nominell erst von ihrem Sohn, dann zwei Enkeln regiert wurde. Der Einfluss von Kaiserin Dou (Kaiserinwitwe von 157 bis 135 v. Chr.) auf die Politik war weniger direkt; sie wird dennoch mit einer Blütezeit Han-Chinas in Verbindung gebracht. Die Erhebung des Konfuzianismus zur Staatsideologie, und Herabstufung des Taoismus, konnte sie nicht verhindern. Kaiserin Wei Zifu, zweit-langlebigste Kaiserin in der Geschichte Chinas, wurde als besonders tugendhaft erachtet. Liu Xijun, Liu Jieyou und Wang Zhaojun waren kaiserliche Prinzessinnen, die an die Wusun- und Xiongnu-Herrscher westlich und nördlich Chinas verheiratet wurden; in deren Gefolge auch Feng Liao, erste Botschafterin Chinas. Weitere bedeutende Kaiserinnen waren Wang Zhengjun, Yin Lihua, Ma und schließlich Dou, welche von 88–92 als Regentin ihres Sohns regierte. Kaiserin Deng Sui regierte von 106 bis zu ihrem Tod 121 für ihren Sohn, dessen Witwe Yan Ji aber im Jahr 125 nicht die Macht ergreifen konnte. Chunyu Tiying wurde als Heldin betrachtet, nachdem sie Kaiser Han Wendi zur Abmilderung der Fünf Strafen bewegt hatte. Bekannt sind ferner die Dichterinnen Zhuo Wenjun (2. Jahrhundert v. Chr.), Ban Jieyu (Jahrtausendwende) und Cai Wenji (2. Jahrhundert).
Nach der Han-Dynastie, in der Zeit der Drei Reiche, schrieb Fu Xuan ein vielbeachtetes Gedicht zur Lage der Frau, weiter oben bereits als Auszug zitiert. In derselben Zeit lebten auch Frau Zhan, die für ihre Rolle als vorbildliche Mutter und Erzieherin des tugendhaften Tao Kan bekannt wurde, sowie Sun Shangxiang, die Vorlage für eine heldenhafte Romanfigur wurde. Zuo Fen (3. Jahrhundert) und Su Hui (4. Jahrhundert) waren weitere Dichterinnen. In der Zeit der Südlichen und Nördlichen Dynastien gab es größeren kulturellen Austausch mit den „Barbaren“ jenseits der Grenzen. Die Regeln des Konfuzianismus waren formell weiterhin gültig, wurden aber weniger streng beachtet. Die folgende Zeit bis in das 9. Jahrhundert hinein gilt als Blütezeit des Taoismus und des in China neu etablierten Buddhismus. Dies gestattete es Frauen, als politische Berater und Regentinnen für ihre Ehemänner und Söhne besonders großen Einfluss zu erhalten. Kaiserinwitwe Feng regierte für ihren Sohn Xiaowen von der Nördlichen Wei-Dynastie von 476 bis 490. Xian erregte im 6. Jahrhundert Aufsehen als adelige Kriegerin und Befehlshaberin eines Nicht-Han-Volks. Im 5. oder 6. Jahrhundert entstand auch die Legende der Hua Mulan, die verkleidet als Soldatin in den Krieg zieht.
Sui Wendi wiedervereinte China 581 unter seiner Sui-Dynastie, woran seine Ehefrau und engste politische Ratgeberin Dugu Qieluo entscheidenden Anteil hatte. Sein Nachfolger Sui Yangdi schaffte das Recht der Frauen auf eigenen Grundbesitz ab, was auch zur Folge hatte, dass Frauen nicht länger als eigene Personen besteuert wurden. Auch nachfolgende Dynastien behielten dieses Prinzip bei. Familienoberhäupter der Tang-Zeit hatten etwa für jede Frau eine festgelegte Menge an in Heimarbeit gefertigten Textilerzeugnissen abzuführen.

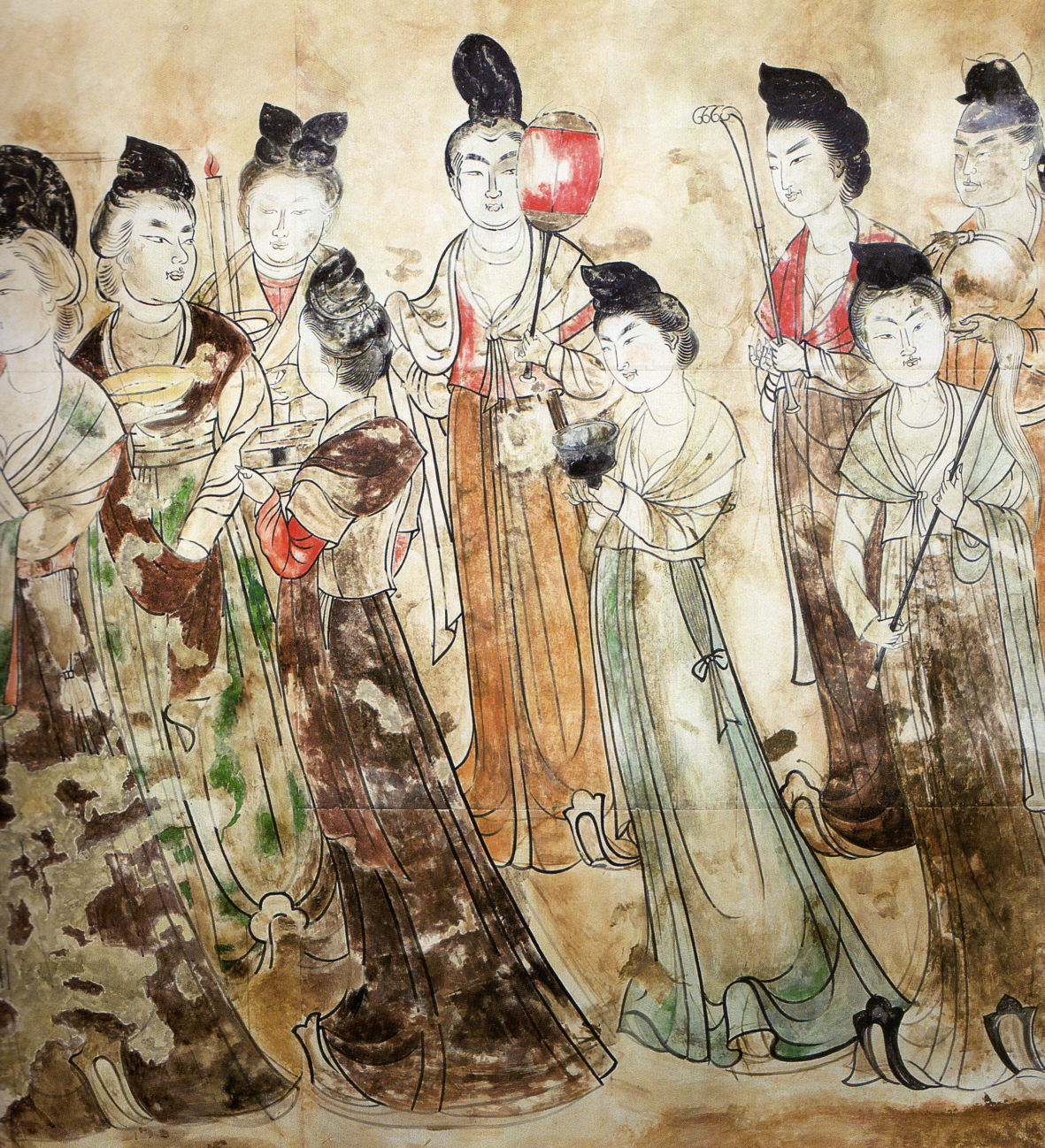
Hofdamen der Tang-Zeit, Darstellung im Qianling-Mausoleum.

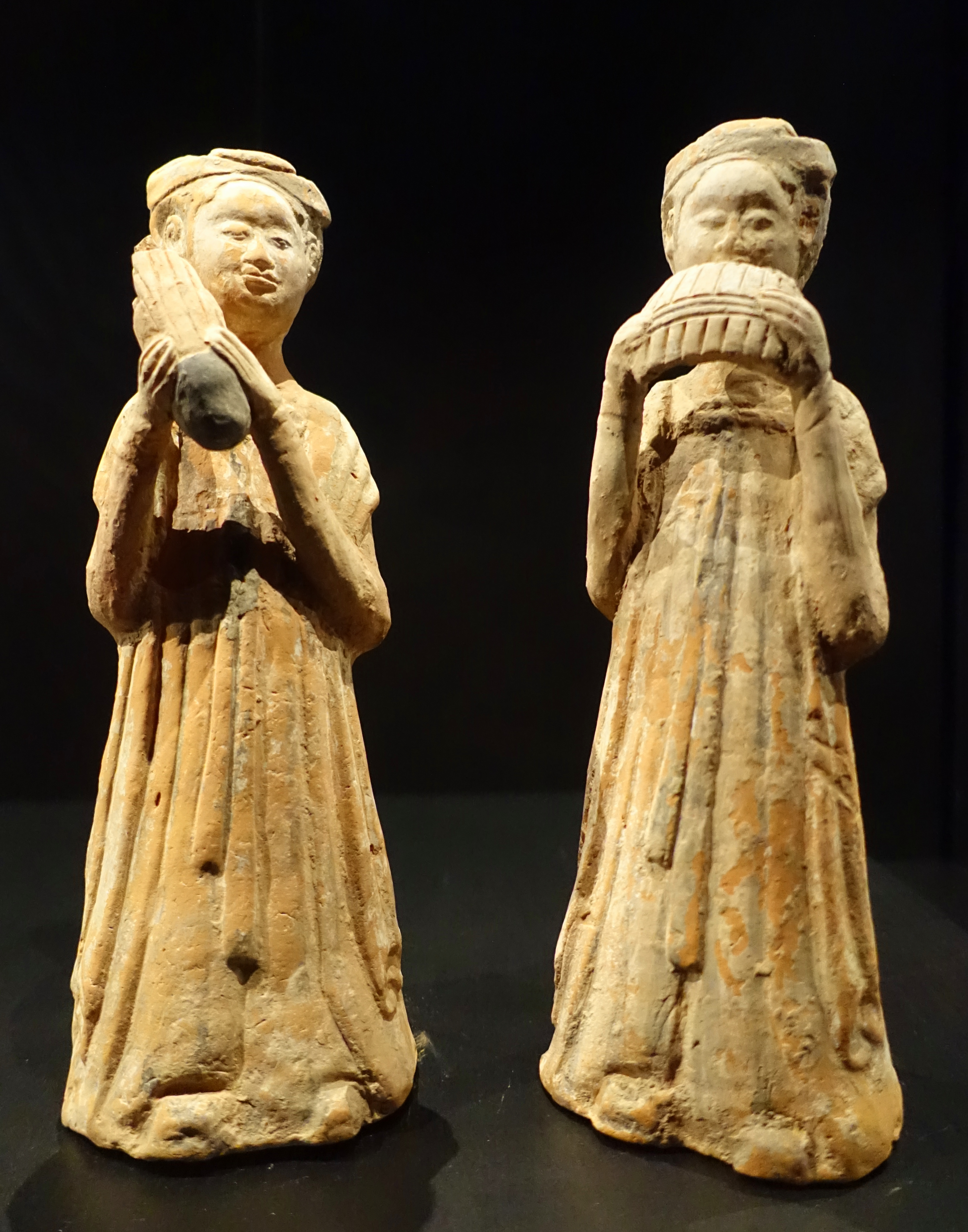
Tonfiguren von Künstlerinnen der Tang-Zeit (Grabbeigaben)

Die Sui wurden nach weniger als vier Jahrzehnten im Jahr 618 von der Tang-Dynastie gestürzt. Die Tochter des ersten Tang-Kaisers, Pingyang, gehörte zu den Rebellenführern und kommandierte eine Armee von 70.000 Mann. Es wird angenommen, dass Frauen in der Zeit der Tang-Dynastie weiterhin einen recht großen Freiraum genossen: Auch verheiratete Frauen erlangten als Künstlerinnen und Literatinnen Berühmtheit; in der darstellenden Kunst wie auch der Literatur finden sich fröhliche und sinnliche Frauen.
Zugleich verstärkte sich in dieser Zeit aber auch der Handel mit Frauen. Der rechtliche Status bestimmter Frauengruppen verfestigte sich: Ein Mann sollte nurmehr eine Ehefrau (妻,  qī) haben. Alle Konkubinen (妾,  qiè) und deren weibliche Nachkommen wurden geringer gestellt und hatten der Ehefrau wie Mägde zu dienen. Die Magd bzw. das Dienstmädchen (婢,  bì) war üblicherweise unfrei und noch niedrigeren Ranges als eine Konkubine. Die Konkubine, einstmals ein Vorrecht des Adels, wurde zur gesellschaftlichen Normalität in den wohlhabenden und zum Schluss auch kleinbürgerlichen Familien. Sie war von ihrem Liebhaber/Klienten vollkommen abhängig; ihre Söhne sollten von der Ehefrau adoptiert werden; die Töchter mussten sich eigenständig verdingen. Dass diese Zustände dem Familienfrieden abträglich waren, zeigt das Aufkommen zahlreicher Geschichten zum Thema der zänkischen und eifersüchtigen Weiber, die verleumden, intrigieren und sogar morden. Hochgelobt wurden die moralischen Vorbilder, welche die Traditionen und moralischen Regeln befolgten, die in der klassischen Erziehungsliteratur aufgestellt worden waren.
Bei diplomatisch arrangierten Ehen mit den Nachbarvölkern wurden, anders als in den vorherigen Dynastien, tatsächliche Angehörige der Herrscherfamilie vermittelt anstelle von Adoptivprinzessinnen und eingeheirateten Frauen. Die Prinzessinnen der Tang agierten an den fremden Höfen als Botschafterinnen, etwa Wen Cheng in Tibet und Prinzessin Taihe im Uigurischen Khanat. Kultureinflüsse des Auslands fanden in der kosmopolitischen Tang-Dynastie auch ihren Weg nach China: Vom Nomadenvolk der Tuyuhun wurde im 7. Jahrhundert eine Vollverschleierung übernommen – hierbei handelte es sich aber nur um eine vorübergehende Modeerscheinung, die im 8. Jahrhundert bereits von einem Schleier abgelöst war, der von der Kopfbedeckung herabfiel. Auch dieser Schleier geriet später wieder aus der Mode.
In China selbst mischte sich Kaiserin Wu Zetian ab 664 in die Regierungsgeschäfte ein, war ab 683 Regentin für ihre Söhne und herrschte ab 705 selbst als einzige Kaiserin der chinesischen Geschichte mit dem Titel eines Huangdi. Weitere mächtige Frauen in diesem Umfeld waren die Dichterin Shangguan Wan’er, die Kaiserinwitwe Wei (regierte kurz 710) und Prinzessin Taiping.
Als Grund für einen späteren Niedergang der Wertschätzung weiblicher Schaffens- und Arbeitskraft wird die in der Tang-Epoche verstärkte Verstädterung vermutet. In der zweiten Hälfte der Tang-Dynastie gewannen – bei einem enorm gewachsenen kaiserlichen Harem – die Palast-Eunuchen größeren Einfluss auf die Politik, was wiederum geistige Reformbemühungen des Beamten- und Gelehrtentums herausforderte, den Neokonfuzianismus, der ab dem frühen 11. Jahrhundert eine Renaissance der konfuzianistischen Werte einleitete.

### Ende der klassischen Periode bis Ende der Mongolenherrschaft
Die Song-Dynastie (ab 960) wird als besonderer Einschnitt in der Freiheit der Frau gesehen. Mit dem Aufkommen des Neokonfuzianismus, aber auch weniger deutlichen gesellschaftlichen Umbrüchen, gab es auch innerhalb der Frauenwelt eine Phase verstärkter konfuzianistischer Indoktrinierung. Frauen versuchten, sich mit den idealisierten Frauenbildern zu identifizieren, und nahmen die neukonfuzianische Lehre bereitwillig auf. Zu den neuen Verhaltensmaßregeln gehörte nun, dass vergewaltigte (somit unkeusche) Frauen Selbstmord begingen. Witwen sollten sich nunmehr nicht wiederverheiraten. Als Vorbild pries die konfuzianische Hagiographie etwa die Witwe Gao Xing, die sich die Nase abschnitt, um keine Verehrer anzuziehen.

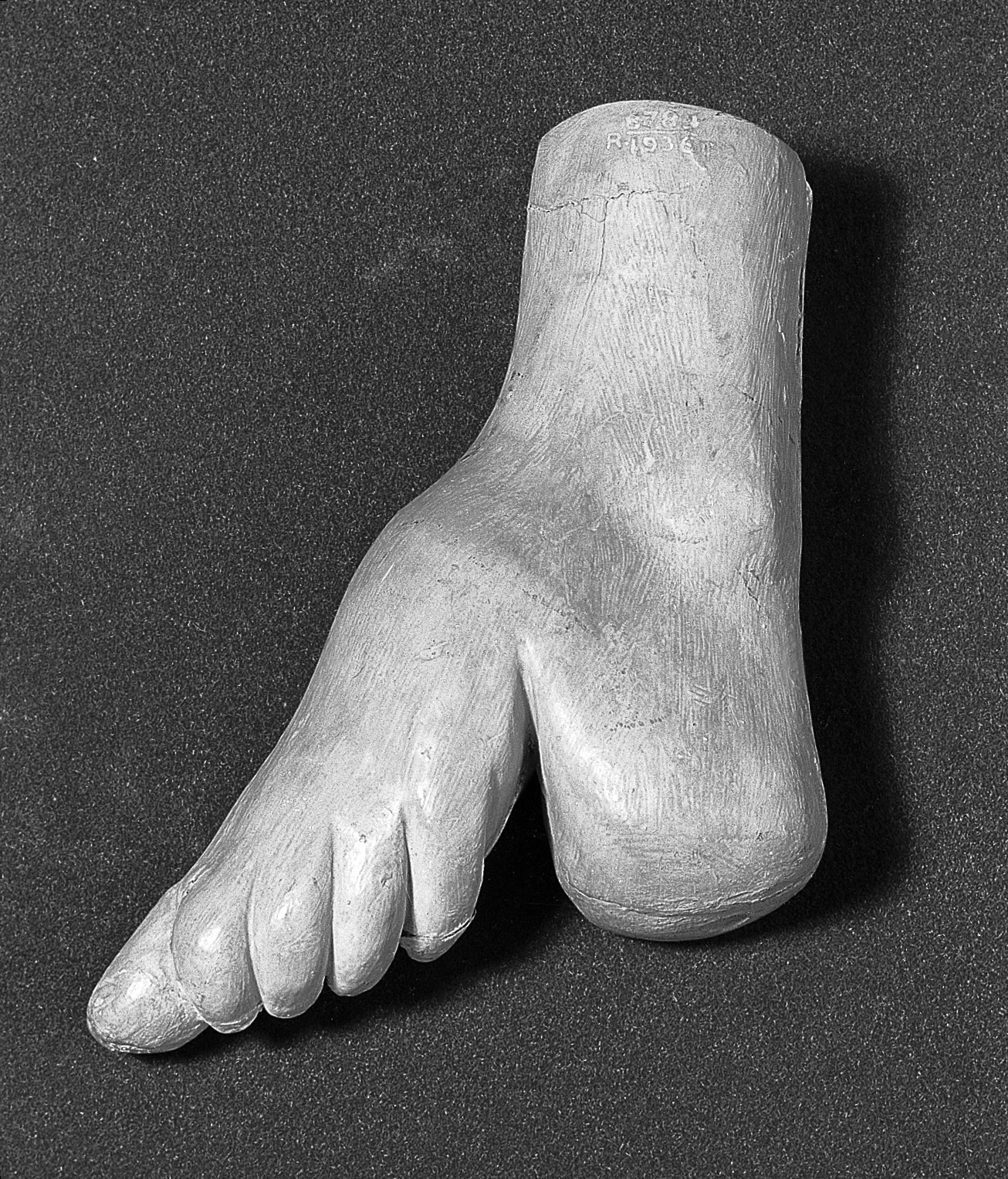
Gipsform von einem gebundenen Fuß

Vom Ende der Tang-Zeit, ab dem 10. Jahrhundert, stammt die Tradition des Fußbindens (auch: Lotusfuß, Fußverstümmelung), durch welches Frauen enorm eingeschränkt wurden: Mädchen mit gebundenen Füßen konnten der neu-konfuzianischen Ideologie (ausschließlich im Haus zu bleiben und die eigene Rolle als Lustobjekt zu versehen) weitaus leichter folgen, da sie nur unter Schmerzen größere Strecken gehen konnten. Zugleich konnte die Familie, die ihre Tochter verheiratete, auf diese Weise demonstrieren, dass der Ehemann Gehorsam und Leidensfähigkeit erwarten konnte. Diese Praxis, deren Ursprünge im weiblichen Tanz lagen, führte durch ihren Exzess ironischerweise zu einem dramatischen Rückgang an weiblichen Tänzern und Gymnasten.
Eine der bedeutendsten Dichterinnen der Song-Zeit war Li Qingzhao, deren schriftstellerisches Werk im Laufe ihrer gebrochenen Biografie starken Änderungen unterworfen war: In einer vergleichsweise liberalen und lebensbejahenden Zeit aufgewachsen, schrieb sie entsprechend frohsinnige, selbstbewusste Literatur. Später erlebte sie zahlreiche Verluste, sodass in ihrem Spätwerk düstere und insbesondere selbstkritische Aussagen dominieren, sodass Linck ihr die Qualität einer „Feministin“ absprechen will – sie habe lediglich entsprechend ihrem Umfeld geschrieben, nicht gegen dieses. Allerdings schrieb sie die einzige überlieferte weibliche Autobiographie, in Form eines Nachworts zum Werk ihres verstorbenen Mannes.
Die Yuan-Dynastie (ab 1279) brachte keinen Wandel in den Gebräuchen, weil sich die mongolischen Herrscher der nach ihrer Ansicht höheren Kultur der Chinesen anpassten. Der nomadische mongolische Lebenswandel brachte eine Arbeitsteilung zwischen den Geschlechtern mit sich, die in der sesshaften Zivilisation abgelegt wurde. Zugleich beharrten auch die einheimischen Chinesen sehr auf ihrer Tradition, damit potentiell fremde Ideen nicht in die chinesische Kultur eindrangen. Im Zuge der Assimilation wurde beispielsweise das Füßebinden auch in der mongolischen Oberschicht populär.

### Spätimperiale Periode (Ming- und Qing-Dynastie)
Aus der Ming- und Qing-Zeit ist eine weitere Zunahme von Selbstmordberichten bei frisch vermählten Frauen (mutmaßlich aufgrund der familiären Situation) zu verzeichnen. Der Selbstmord von Witwen (vergleichbar der Witwenverbrennung) wurde stilisiert zum beispielhaften Ausdruck von Treue und Keuschheit, was deutlich über die bereits strengen Keuschheitsgebote der Song-Zeit hinausreicht.
In Südchina kam während der Ming-Dynastie die Frauenschrift auf, mit der sich Frauen verständigen konnten, ohne auf die von den Gelehrten monopolisierte offizielle Schrift zurückgreifen zu müssen.
In dieser Zeit vermehrten sich die bereits aus früheren Zeiten bekannten Fuchsgeist-Geschichten, in denen die (negativen) Geisterwesen sich in Frauen verwandeln und nach der Verführung von Männern diesen die Lebenskraft aussaugen. Als moderne Interpretation dieses Sagenstoffs wird die Tabuisierung von Sexualität und die Dämonisierung selbstständiger Frauen genannt. Allerdings wurde auch die Vermutung geäußert, dass derartige Geschichten dem Schutz der ländlichen weiblichen Bevölkerung dienten, weil die Verbreitung solcher Geschichten zu weniger sexuellen Übergriffen führte.
Der Poet Feng Menglong (1574–1646) thematisierte in seinem Werk wiederholt Frauen, an welche er das traditionelle Frauenideal stellte; zugleich finden sich darin Frauentypen, welche Selbstbewusstsein, Risikobereitschaft und Einfallsreichtum an den Tag legen. Aus der späten Kaiserzeit sind auch Witze überliefert, welche das ängstliche Verhalten von Pantoffelhelden gegenüber dem weiblichen Haustyrann thematisierten.

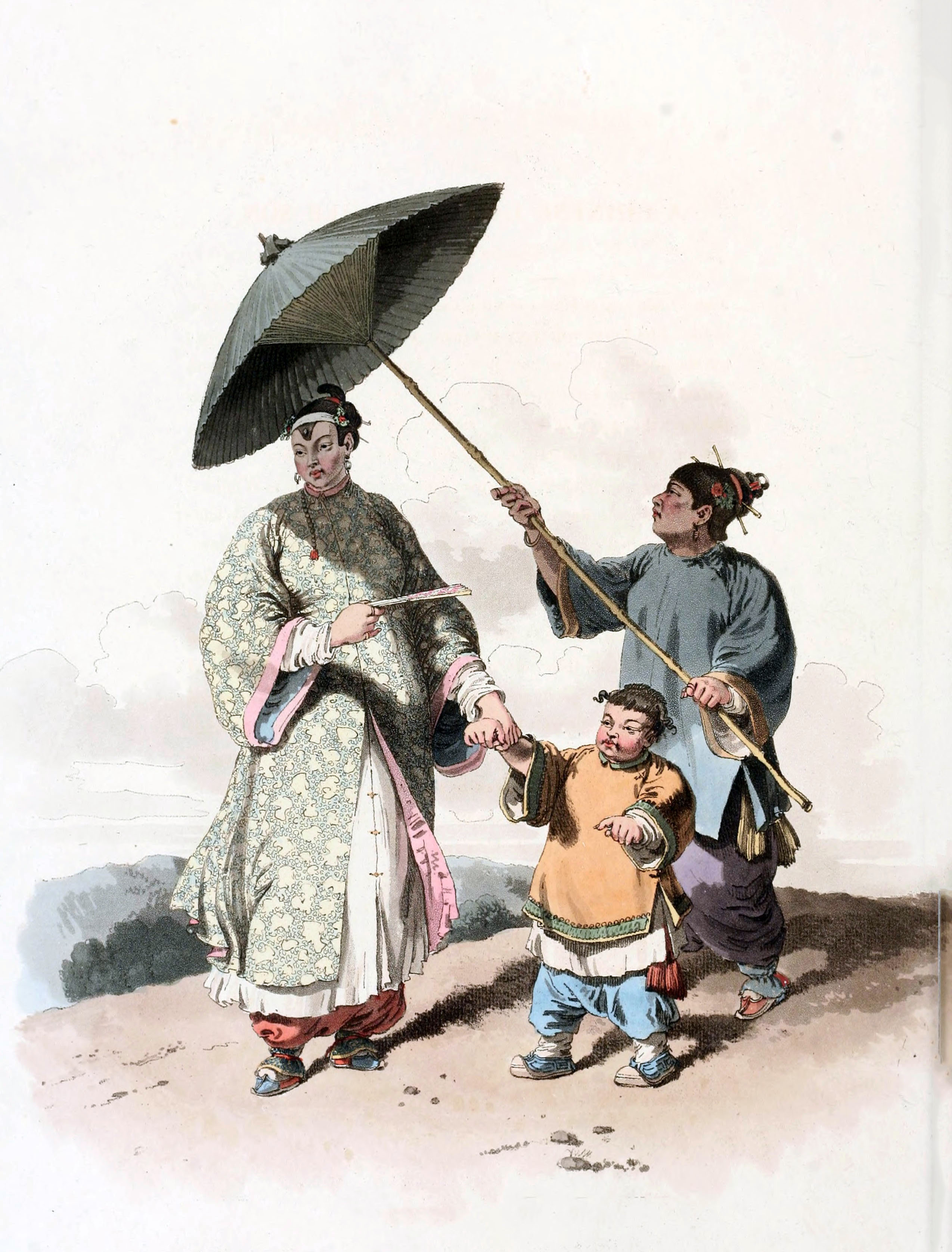
Frau mit Sohn und Diener. Europäisches Gemälde um 1800.

Die Machtübernahme durch die Qing-Dynastie, welche in China als Fremdherrschaft der Mandschu wahrgenommen wurde, hatte der chinesischen Gesellschaft neue Schichten an Unfreiheit zugefügt: Einerseits unterdrückten die Mandschu die Mehrheitsgesellschaft der Han-Chinesen, andererseits war die Assimilation der Mandschu in die chinesische Gesellschaft so vollständig, dass die traditionellen moralischen Vorstellungen strenger ausgelegt wurden als zuvor. Nicht-Han-Chinesen litten zusätzlich kulturelle Unterdrückung durch die Han. Hinzu kam im Rahmen der Ungleichen Verträge der Fremdeinfluss europäischer Mächte, welche nach Handelskonzessionen auch Kolonien in China beanspruchten, und somit eine zusätzliche Fremdherrschaft auferlegten. Angesichts der Bedrohungen durch die Europäer waren Han-Chinesen lange bereit, eher die kulturell verwandten Mandschu zu unterstützen, als europäischen Einflüssen zu unterliegen. Diese Unfreiheit und dieser Mangel an Handlungsspielraum lastete somit schwer auf dem Volk, und am schwersten auf den Frauen.
Dennoch brachte der intensivere Kontakt mit dem fortschrittlicheren europäischen Frauenbild des ausgehenden 19. Jahrhunderts auch einen allmähliche Wandel in der Sichtweise mit sich – insbesondere in Missionarsschulen für Mädchen sowie bei Erziehung im Ausland kam es zum Kontakt von Chinesinnen mit anderen Werten, die dann zum Teil vehement auch im eigenen Umfeld eingefordert wurden. Erste, aber wohl noch vor allem endogen motivierte Reformbewegungen durch „radikale Intellektuelle und Beamte“ gab es bereits in der Endphase der Qing-Dynastie, gerade unter der Regentschaft von Kaiserinwitwe Cixi, die (mit mehrjähriger Unterbrechung) von 1875 bis 1908 anstelle ihres Neffens regierte.
Gesetzliche Trauerfristen nach dem Qing-Codex betrugen für Witwen drei Jahre; für den Ehemann nur ein Jahr. Über verstorbene Konkubinen wurde nicht getrauert. Das Erb- und Besitzrecht sah vor, dass Töchter nicht erben konnten; Söhne erbten dagegen auch (und zu gleichen Anteilen, selbst wenn sie von einer Konkubine stammten). Wenn ein Familienvermögen aufgeteilt wurde, konnten Frauen zwar Beträge erhalten, jedoch gab es dazu keine Verpflichtung. Familienvermögen durften von Frauen zwar genutzt werden, eine Verfügungsgewalt über eigene Geldmittel war ihnen nicht gestattet. Eine Scheidung (Verstoßung der Frau) war nur dem Mann gestattet.

## Nachwirkungen: Chinesische Frauen der Moderne

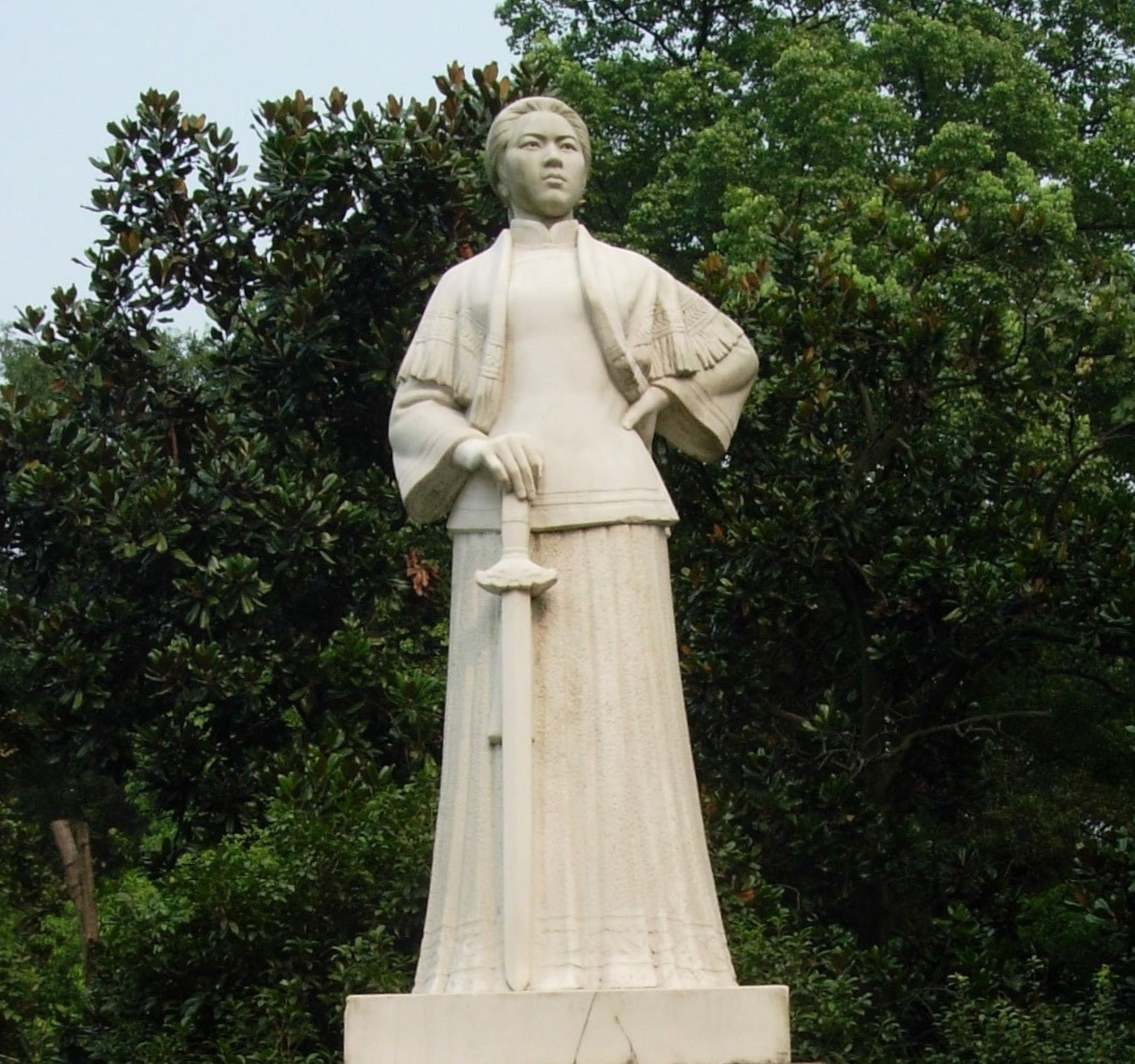
Qiu Jin wird in China als Vorkämpferin für Frauenrechte bewundert.

Traditionelle Praktiken dauerten bis in das 20. Jahrhundert fort. 1911 wurde aufgrund der Ausrufung der Republik China eine größere Reform zunächst verschoben. Es fand zwar engagierter Aktivismus durch lautstarke Feministinnen statt, welcher jedoch durch die Institutionen nicht unterstützt wurde und durch traditionelle Kräfte angegriffen wurde. Nur vereinzelt nahmen chinesische Hochschule ab 1919 Studentinnen auf. Erst Mitte der 1920er erkannten sowohl Kuomintang wie auch Kommunisten das Potential der Frauen bei der Einigung der Nation. Als 1927 der Chinesische Bürgerkrieg ausbrach, gingen diese politischen Kräfte unterschiedliche Wege, verfolgten aber jeweils eine nunmehr fortschrittliche Frauenpolitik. Aufgrund der Unterstützung durch Hu Hanmin reformierte 1930 die Republik China das Familien- und Eherecht grundlegend, nach dessen Prinzip Frauen und Männer gesetzlich gleichgestellt werden sollten: Ab Mai 1931 galt etwa das weibliche Recht auf Scheidung; Einvernehmliche Einigung über Kindersorgerechte; Strafen bei Tötung weiblicher Neugeborener; Abschaffung des Konkubinats. Nichtsdestotrotz war eine volle Gleichstellung nicht erreicht; die Ausführungsbestimmungen des Familiengesetzes bevorzugte den Mann und bestrafte Frauen wesentlich härter für Fehlverhalten, gerade in Fällen Häuslicher Gewalt waren sehr einseitige Regeln festgelegt. Radikalere Feministinnen (etwa am Kurzhaarschnitt erkennbar), die über die bürgerliche Familienrechtsreform hinaus Forderungen aufstellten und somit des Kommunismus verdächtig waren, wurden mit dem Argument, dass die Gleichstellung bereits erreicht sei, verfolgt. Allerdings konnte das Familiengesetz aufgrund des Bürgerkriegs und/oder der japanischen Besatzung ohnehin keine konsequente Anwendung finden. Nach Taiwan (1930 noch japanische Kolonie) gelangte die Familiengesetzreform dann 1945, wodurch sich angelehnt an das konfuzianische Ideal ein recht konservativer Zustand etablierte. Weitergehende Gesetzesänderungen zur Verbesserung der Frauenrechte fanden in der Republik China erst in den 1980er Jahren statt.
Hingegen wurde die gesellschaftliche Rolle der Frau in der Volksrepublik China (ab 1949, zuvor im kommunistisch beherrschten Teil Chinas) grundsätzlich neu und revolutionär interpretiert: Das alte Ideal der Frau in der Mittel- und Oberschicht als Hofdame und Haushälterin galt dem Maoismus als bourgeoises Feindbild; weshalb die „Befreiung der Frau“ im Sinne des Marxismus in der Interpretation von Engels zu einer der größten Errungenschaften der Partei stilisiert wurde. Die Frau wurde gesellschaftlich auch als Arbeiterin und Kämpferin gefordert, wenn auch die Rolle der sozialistischen Hausfrau und Mutter ebenfalls befördert wurde. Großes Augenmerk legte auch die kommunistische Partei darauf, dass die Frauenemanzipation innerhalb ihrer Reihen stattfinden sollte. Eigenständige feministische Organisationen waren unerwünscht.
Schätzungen zufolge gab es in der Endphase der Festlandsrepublik China einen Anteil von Analphabetinnen um die 98–99 %, wenn auch in einer Gesellschaft mit einer Gesamt-Analphabetenquote von 80 %.

### Rückblickendes Bild in der Volksrepublik China
In der chinesischen, kommunistischen Frauenbefreiung wurde das Geschichtsbild etwa so zusammengefasst: Die Frau war für über zweitausend Jahre lediglich Objekt und Besitzstand, welcher entsprechend benutzt und gehandelt werden durfte. Sie durfte geschlagen, unter Zwang auch bereits als Kind verheiratet, vergewaltigt oder den Göttern geopfert werden; Kinder durften ihr entrissen werden, und sie war ihr Leben lang dem Gehorsam gegenüber einem allmächtigen Mann verpflichtet: Erst dem Vater, dann dem Ehemann, sowie nach dessen Tod dem ältesten Sohn. Weibliches Analphabetentum entsprach moralischer Tugend. Aufgrund der seit Jahrtausenden existierenden feudalen Wirtschaftsordnung gab es für Frauen in ländlichen Kommunen auch keinerlei Möglichkeit, gegen diese Ordnung Widerstand zu leisten, sodass sie letztlich ohnmächtig und verzweifelt in der ihnen zugewiesenen Position zu verharren hatten. Für wohlhabende Han-Chinesen galten demnach ferner die Regelungen des Konkubinats: Während ihnen Polygamie verboten war, durften privilegierte Männer neben der Hauptfrau auch so viele Konkubinen halten, wie ihnen möglich: Diese Konkubinen waren jedem, auch der Hauptfrau untertan und durften nicht erwarten, im Alter versorgt zu werden. Vom Mann gezeugte Nebenkinder hatten das Leben von Knechten oder Konkubinen zu erwarten; es sei denn, sie wurden der Mutter weggenommen und von der Hauptfrau adoptiert. Diese Zweiklassengesellschaft war in ländlichen Gegenden (hervorgehoben wird etwa Tibet) noch viel stärker ausgeprägt, wo der Oberschicht sowohl Polygamie wie auch Konkubinat zugestanden wurde, während in der Unterschicht Monogamie und teilweise, aus Armut, Polyandrie vorherrschte, sich also mehrere Männer eine Frau teilten. Die schlagartige Umkrempelung der Verhältnisse beim Einzug des Kommunismus wird durch diesen Narrativ hervorgehoben: Frauen, die vorher Objekt waren, nahmen durch die Revolution als handelnde Person ihr Recht und die Gerechtigkeit in die eigene Hand. Uneinsichtige Misogynisten oder Polygame wurden bei dieser Gelegenheit durch das Kollektiv aufs Schwerste bestraft.
Auch dem Regime Chiang Kai-sheks wurde eine Fortsetzung der alten Zustände nachgesagt – so habe es etwa Zwangsprostitution gefördert.